# Heinrich Paul Hoffmann
Heinrich Paul Hoffmann (* 14. März 1856 in Greiz; † 15. Dezember 1914 ebenda) war ein deutscher Baumeister und Politiker.

## Leben
Hoffmann war der Sohn des Maurers Heinrich Ferdinand Hoffmann und dessen Ehefrau Ida Elisabeth geborene Jellineck. Er war evangelisch-lutherischer Konfession und heiratete Frieda Elise Nonn (* 16. Juni 1862 in Offenburg; † 22. September 1917 in Greiz), die Tochter des Kaufmanns Joseph Anton Nonn.
Hoffmann war Baumeister und Architekt in Greiz, wo er auch ein alteingesessenes Baugeschäft besaß. 1889 wurde er Obermeister der dortigen Maurer- und Zimmererinnung und ab Februar 1904 auch Vorsitzender der örtlichen Handwerkskammer. Daneben war er Vorstandsmitglied bei der Handwerker-Fortbildungsschule, der Berufsgenossenschaft und der örtlichen Einkaufsgenossenschaft. 1882 wurde er Mitglied und 1883 Kommandant der Greizer Feuerwehr.
Als Architekt war er für eine Reihe von Gebäuden seiner Heimatstadt verantwortlich. Darunter war die Villa Carl Schilbach (1908–1910), die Villa Jessnitzer (1882), das Haus Rosa-Luxemburg-Straße 60 (1887) und das Haus Gartenweg 2 (1906).

## Politik
Vom 1. Februar 1909 bis zum 15. Dezember 1914 war er Mitglied des Gemeinderats in Greiz und dort seit dem 23. Juni 1910 erster stellvertretender Vorsitzender. Vom 29. Juni bis zum 13. Juli 1911 gehörte er als Stellvertreter von Franz Brösel dem Greizer Landtag an.

## Auszeichnungen
- Fürstliches Ehrenkreuz III. und IV. Klasse
- Fürstliche Ehrenmedaille "Marito ac dignitati"
- Feuerwehr-Ehrenzeichen
- Fürstlich Schaumburg-Lippisches Verdienstkreuz in Silber